# ناصر السوحی
ناصر السوحی (انگلیسی: Naser Al-Sohi; ۲۴ اوت ۱۹۷۴ – ۲۸ ژوئیهٔ ۲۰۰۴) بازیکن فوتبال اهل کویت بود.
از باشگاه‌هایی که در آن بازی کرده‌است می‌توان به باشگاه ورزشی التضامن کویت اشاره کرد.
وی همچنین در تیم ملی فوتبال کویت بازی کرده‌است.